# Melvin Stewart
Melvin Stewart (Estados Unidos, 16 de noviembre de 1968) es un nadador estadounidense retirado especializado en pruebas de estilo mariposa, donde consiguió ser campeón olímpico en 1992 en los 200 metros.

## Carrera deportiva
En los Juegos Olímpicos de Barcelona 1992 ganó la medalla de oro en los 200 metros mariposa, con un tiempo de 1:56.26 segundos que fue récord olímpico, por delante del neozelandés Danyon Loader y el francés Franck Esposito; además ganó también el oro en los relevos de 4x100 metros estilos, por delante del Equipo Unificado y Alemania, y el bronce en los relevos de 4x200 metros estilo libre, tras el Equipo Unificado y Suecia.